# Bulbophyllum tengchongense
Bulbophyllum tengchongense là một loài phong lan thuộc chi Bulbophyllum.